# Diamond Eyes
Albums de Deftones
Saturday Night Wrist
(2006) Koi No Yokan
(2012)
Singles
1. Rocket Skates
Sortie : 23 février 2010
2. Diamond Eyes
Sortie : 23 mars 2010
3. Sextape
Sortie : 3 septembre 2010
4. You've Seen the Butcher
Sortie : 29 novembre 2010

Diamond Eyes est le sixième album studio du groupe californien de metal alternatif Deftones, sorti le 4 mai 2010 par Reprise Records.
Courant février 2010 une première chanson intitulée Rocket Skates a été proposée en téléchargement sur leur site MySpace. Le clip Diamond Eyes est sorti le 13 avril 2010.
Cet album est vu par certaines critiques comme l'album le plus agressif du groupe depuis Around the Fur, combinant la rage et les influences post-hardcore d'Adrenaline et de ce dernier avec les passages plus aériens de White Pony, l'éponyme, et de Saturday Night Wrist, duquel il est vu comme la continuité tout en faisant un retour partiel aux sources. Une sorte de synthèse de tout ce qu'ils avaient fait jusqu'alors.

## Liste des chansons
Toutes les chansons sont écrites et composées par Deftones.
| No  | Titre                   | Durée |
| --- | ----------------------- | ----- |
| 1.  | Diamond Eyes            | 3:08  |
| 2.  | Royal                   | 3:32  |
| 3.  | CMND/CTRL               | 2:25  |
| 4.  | You've Seen the Butcher | 3:31  |
| 5.  | Beauty School           | 4:47  |
| 6.  | Prince                  | 3:36  |
| 7.  | Rocket Skates           | 4:14  |
| 8.  | Sextape                 | 4:01  |
| 9.  | Risk                    | 3:38  |
| 10. | 976–EVIL                | 4:32  |
| 11. | This Place Is Death     | 3:48  |